# Margaret Woodrow Wilson
Margaret Woodrow Wilson (Gainesville, Georgia, 16 de abril de 1886 - Puducherry, 12 de febrero de 1944) fue una artista y política estadounidense.
Wilson ocupó el cargo protocolar de primera dama de los Estados Unidos desde 1914 hasta 1915, tras la muerte de su madre, siendo su padre Woodrow Wilson presidente de ese país en ese momento. Dejó el cargo tras el segundo matrimonio de su padre.

## Biografía

### Primera dama de Estados Unidos (1914-1915)

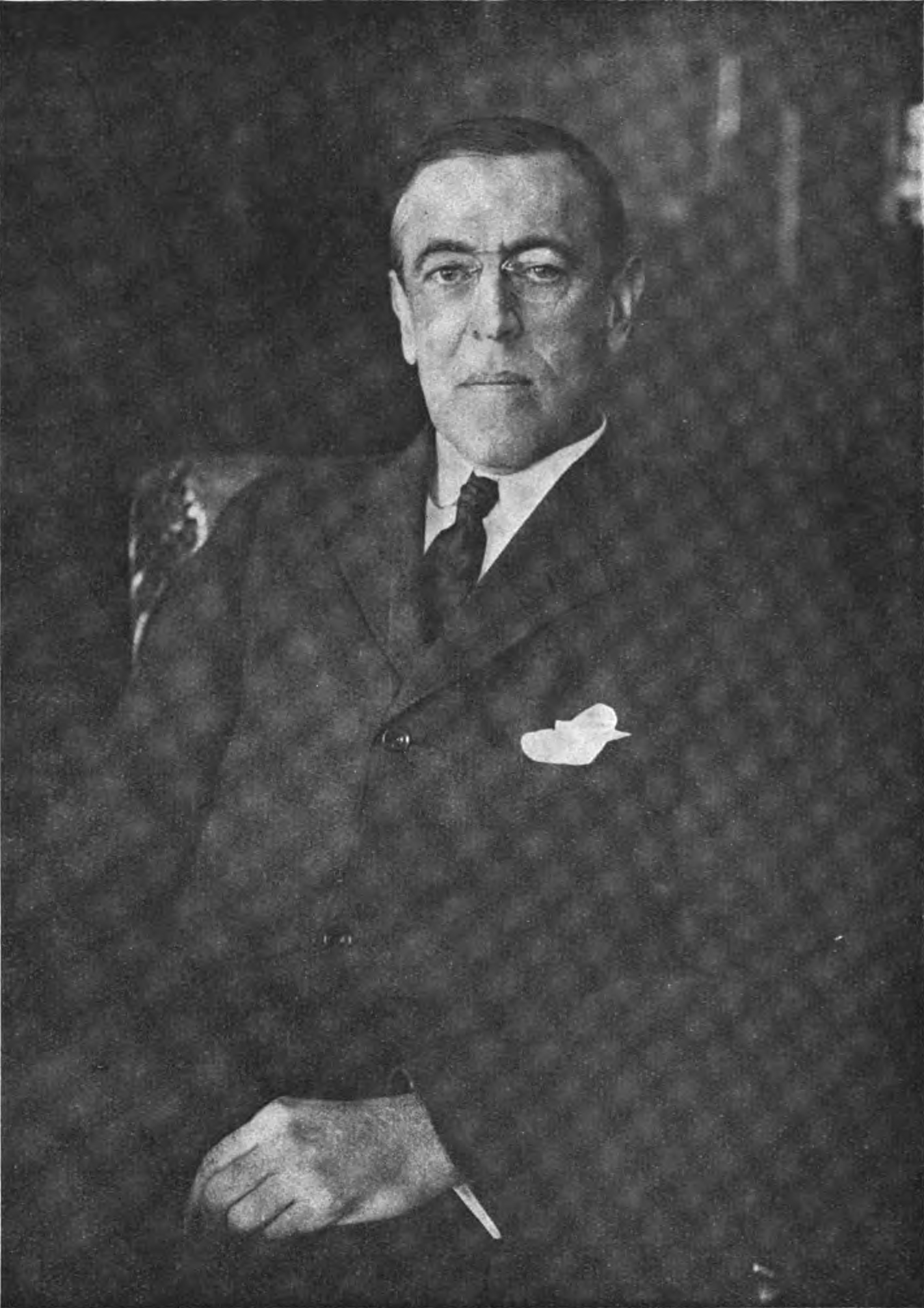
Su padre, el expresidente Woodrow Wilson.

El 6 de agosto de 1914, su madre falleció de la Enfermedad de Bright, por lo que constitucionalmente asumió el cargo protocolar de primera dama de los Estados Unidos. 
Ocupó el cargo hasta el 18 de diciembre de 1915, cuando su padre se casó con Edith Wilson, desapareciendo la vacancia que dio lugar a su nombramiento.
En su testamento, el padre de Wilson le había legado una anualidad de $2.500 ($36.549 actualmente) siempre y cuando esa cantidad no superara un tercio de los ingresos anuales de su patrimonio, y mientras permaneciera soltera. Wilson cantó, y realizó varias grabaciones discográficas. En 1914, "My Laddie" fue lanzado por Columbia Records, #39195.

### Conversión al hinduismo
En 1938 Margaret Wilson viajó al ashram de Sri Aurobindo en Pondicherry, India, donde permaneció por el resto de su vida. Se convirtió en una miembro y devota del ashram y se le dio el nuevo nombre de 'Nistha', que significa "dedicación" en sánscrito.
Ella y el académico Joseph Campbell editaron la traducción inglesa de la obra clásica sobre el místico hindú, Sri Ramakrishna, El Evangelio de Sri Ramakrishna por Swami Nikhilananda, la cual fue publicada en 1942, por el Centro Ramakrishna-Vivekananda, en Nueva York. Margaret Wilson murió de insuficiencia renal crónica y fue enterrada en Pondicherry, India, en 1944.

## Familia
Margaret Wilson era miembro de la aristocracia estadounidense, siendo hija del político Thomas Woodrow Wilson y de su primera esposa, Ellen Louise Axson Wilson; era la mayor de tres hijas, siendo sus hermanas Jessie y Eleanor Wilson.